# San Paolo Solbrito
San Paolo Solbrito (S Pol et Solbrite dans la carte du Piémont de l'Académie Royale des Sciences)  est une commune italienne de la province d'Asti, dans la région Piémont.
San Paolo et Solbrito étaient un temps deux communes différentes. Guillaume de l'Isle (1707) considère « S Pol » une petite localité pendant qu'il indique « Solbrite » comme siège d'une église paroissiale.
Le 24 Fructidor de l'an X (11-09-1802), un décret établissait le département de Marengo : Paolo et Solbrito furent inclus dans le deuxième arrondissement (Asti). L'an 1814, ils cessèrent d'être français.

## Administration
| Période                                  | Période | Identité | Étiquette | Qualité |
| ---------------------------------------- | ------- | -------- | --------- | ------- |
|                                          |         |          |           |         |
| Les données manquantes sont à compléter. |         |          |           |         |

### Communes limitrophes
Dusino San Michele, Montafia, Roatto, Villafranca d'Asti,  Villanova d'Asti